# Mesterszállás
Mesterszállás község Jász-Nagykun-Szolnok vármegye Mezőtúri járásában.

## Fekvése
Mesterszállás község Jász-Nagykun-Szolnok vármegye déli részén, Békés vármegye határában fekszik. Alacsony, csaknem tökéletesen sík területe a szabályozás előtt hatalmas ártér volt, melyen összefolyt a Berettyó és a Körös árvize és jellegzetes folyami üledéket hagyott maga után. A szabályozás idején a Körös zegzugos és a Tiszától csak méreteiben különböző kanyarulatait átvágták, áradásait pedig gátakkal a kanyarulatok zugaira korlátozták.

### Megközelítése
Mesterszállás zsáktelepülés, így lakott területe közúton csak a 4627-es útból Öcsöd és Mezőhék határszélén keletnek kiágazó 46 161-es számú mellékúton érhető el.

## Története
A község neve először az 1524. évi összeírásban található, amikor Kolbázszékhez tartozó kunszállás volt. 1533-ban királyi birtok. Ugyanez év (dec. elején) János király Czibak Imre váradi püspökkel a Szent Koronát magukkal hozva, itt szállt meg, azután Tisza-Varsán felé folytatták útjukat. A község középnagyságú helység lehetett, mert az 1549. évi rovásos adóösszeírás szerint 12 kapu után 13 forint és 20 dénárt fizetett adóul. 1552-ben Egerhez adózott, míg 1558-ban a megye intézkedésére Gyula várához csatolták, ahova 12 forint hadisegélyt fizetett. Továbbra is a királyi korona javadalma maradt, az 1559. évi összeírás szerint jövedelmét Gyula várának kormányzója kezelte. Gazdagsága emelkedett, mert mint királyi birtok 16 kapu után adózott 17 forintot és 60 dénárt. 1566-ban ismét Kolbázszékhez tartozott és az itt lakó kunok a szomszéd birtokokat háborgatták. A nádor ekkor szigorúan megfedte őket. A kun telepek gyarapodtak, mert 1570-ben az akkori rovásos összeírás szerint 14 forint adót fizetett mind külön kunkapitányság, akkor 64 egész telkes lakosa és egy elhagyott telke volt. Tegzes pénzül 36 forintot fizetett. 1567-ben Ungnad Kristóf birtoka, kinek Rátz István és Pettke István nevű tisztjei 1570-ben az egész környéket sanyargatták. Elvittek 80 ökröt és 50 forintot a gyér lakosságtól. 1593-ban a török felégette a községet. Később a jászberényi török katonaság kapta zsold fejében, akik a megmaradt lakosságot egy évre felmentették az adófizetés alól. Mindamellett lassan elnéptelenedett. 1616-ban, sőt még 1629-ben is mint elpusztult helység szerepel az összeírásokban.
A Rákóczi-féle szabadságharc alatt a labanc-rác csapatok megsarcolták a lakosságot. 1719-ben nagyobb számú telepes jött a községbe.
1897-ig pusztaként Kunszentmártonhoz tartozott. A belügyminiszter 1896-ban engedélyezte önálló nagyközséggé alakulását, ami 1897. július 1-jén történt meg. Az új községet Jász-Nagykun-Szolnok vármegye törvényhatósági bizottsága a miniszter által jóváhagyott határozatával a Tiszai alsó járásba osztotta be.

## Közélete

### Polgármesterei
- 1990–1994: Molnár Mihály (független)[6]
- 1994–1998: Molnár Mihály (független)[7]
- 1998–2002: Molnár Mihály (független)[8]
- 2002–2006: Kiss Gábor (független)[9]
- 2006–2010: Kiss Gábor (független)[10]
- 2010–2014: Kiss Gábor (független)[11]
- 2014–2019: Kiss Gábor (független)[12]
- 2019–2024: Kiss Gábor (független)[13]
- 2024– : Molnár Sándor (független)[1]

## Népesség
A település népességének változása:
| Lakosok száma | 755  | 731  | 651  | 640  | 647  | 618  | 645  |
|               | 2013 | 2014 | 2017 | 2021 | 2022 | 2023 | 2024 |

2001-ben a település lakosságának 100%-a magyar nemzetiségűnek vallotta magát.
A 2011-es népszámlálás során a lakosok 89,7%-a magyarnak, 0,7% németnek, 0,3% románnak mondta magát (10,3% nem nyilatkozott; a kettős identitások miatt a végösszeg nagyobb lehet 100%-nál). A vallási megoszlás a következő volt: római katolikus 62,8%, református 8,5%, evangélikus 1,2%, felekezeten kívüli 12,4% (14,3% nem nyilatkozott).
2022-ben a lakosság 92,1%-a vallotta magát magyarnak, 0,5% németnek, 0,5% szlováknak, 0,2% románnak, 1,4% egyéb, nem hazai nemzetiségűnek (7,9% nem nyilatkozott; a kettős identitások miatt a végösszeg nagyobb lehet 100%-nál). Vallásuk szerint 40% volt római katolikus, 8,7% református, 0,6% evangélikus, 0,3% görög katolikus, 0,2% ortodox, 0,9% egyéb keresztény, 0,5% egyéb katolikus, 12,8% felekezeten kívüli (36% nem válaszolt).

## Nevezetességei
- A Fekete-halmon álló Bíró-kereszt (1806) és a római katolikus templom, melyet a Rózsafüzér királynője nevére szenteltek, búcsúját azonban a felszentelés napjára (1895. szeptember 8.) tekintettel szeptember 8-án, Kisboldogasszony napján tartják.
- A községi parkban áll a honfoglalás millecentenáriuma és a községgé válás 100. évfordulójára 1996-ban állított emlékmű, Talamasz Lajos szobrászművész alkotása, továbbá a Táncsics Mgtsz. székelykapuja.